# Foramen ovale du cœur
Ne doit pas être confondu avec Foramen ovale (crâne).

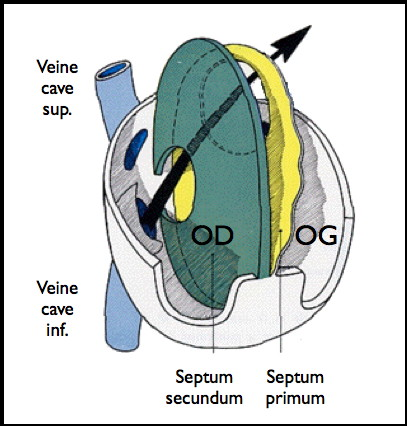

Le foramen ovale, dénommé anciennement trou de Botal, est une communication physiologique présente entre les deux atriums (anciennement oreillettes) durant la vie fœtale, et normalement appelée à se fermer après la naissance. La persistance d'un foramen ovale perméable est cependant observée avec une grande fréquence (9 à 35 % des adultes jeunes) et serait possiblement impliquée dans diverses maladies, dont la survenue d'accidents vasculaires chez des sujets jeunes.

## Terminologie
L'appellation « trou de Botal » (actuellement désuète) fait référence au médecin piémontais Leonardo Botal (1519-1588), qui s'intéressa à l'anatomie et au rôle de cet orifice. Néanmoins, le foramen ovale avait déjà été décrit pour la première fois au IIe siècle par Galien.

## Anatomie
Le foramen ovale est un passage en forme de fente « en chicane » entre les deux constituants principaux de la cloison inter-auriculaire, le septum primum du côté gauche et le septum secundum du côté droit. Il fait communiquer les deux atriums. Il tend à être fermé par une membrane (« la membrane du foramen ovale ») qui n'est maintenue en position ouverte que par la différence de pression régnant dans les atriums.

## Physiologie

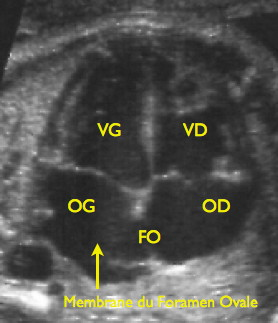
Cœur fœtal.

### Avant la naissance
L'atrium droit reçoit la grande majorité du retour veineux. Celui-ci est constitué par deux courants, l'un issu de la veine ombilicale et du placenta (riche en oxygène), l'autre venant de la partie haute du corps et du cerveau par la veine cave supérieure (appauvri en oxygène). Grâce à la présence de la valve de Vieussens au pied de la veine cave inférieure et à celle du foramen ovale, ces deux flux suivent des circuits préférentiels différents et ne se mélangent que faiblement :
1. Le sang oxygéné provenant du placenta se dirige préférentiellement au travers du foramen ovale vers la circulation cérébrale (via l'atrium gauche, le ventricule gauche et l'aorte ascendante) ;
2. Le sang moins oxygéné revenant de la partie supérieure du corps par la veine cave supérieure est dirigé préférentiellement vers l'orifice tricuspide, le ventricule droit, l'artère pulmonaire, et de là rejoint le placenta via le canal artériel, l'aorte descendante et les artères ombilicales.

Ainsi, le sang le plus oxygéné est destiné en priorité au cerveau.

### À la naissance
La circulation pulmonaire du nouveau-né devient parfaitement fonctionnelle et assure 100 % du débit cardiaque (contre 7 % seulement avant la naissance). Le retour de cette circulation pulmonaire, par les veines pulmonaires qui s'abouchent dans l'atrium gauche, provoque une élévation des pressions régnant dans cette cavité, lesquelles  finissent par dépasser celles de l'atrium droit. La membrane du foramen ovale tend alors à être plaquée contre la cloison interauriculaire et à interdire tout passage significatif de sang par cette communication.
Dans les premières semaines de vie, cette fermeture n'est que fonctionnelle et liée à la différence de pression entre les atriums. On pourrait alors comparer le foramen ovale à une porte qui serait simplement poussée mais sans que la serrure soit enclenchée, un simple courant d'air suffisant à la rouvrir. Normalement, après quelques mois, se constituent des adhérences qui maintiennent définitivement fermée cette communication.

## Le foramen ovale perméable
Il s'agit d'une anomalie fréquente dont la conséquence principale est de permettre le passage d'embols entre la circulation droite ou gauche : gazeux, lors d'un accident de plongée par exemple, ou cruorique (caillot de sang) pouvant être responsable d'un accident vasculaire cérébral.

## Listes externes
- Ressources relatives à la santé :   - Medical Subject Headings
  - FMA
  - TA98
  - TA2
  - Uberon
- Notice dans un dictionnaire ou une encyclopédie généraliste :   - Britannica

- « Foramen ovale du cœur », sur le dictionnaire de l’Académie nationale de médecine